# كايك (آراغاتسوتن)
مدينة كايك (بالإنجليزية: Kayk)‏ هي إحدى المدن التابعة لمقاطعة آراغاتسوتن في أرمينيا. يقدر عدد سكانها بـ 681 نسمة حسب الإحصاء الذي جرى عام 2011.